# V rytmu dálek
V rytmu dálek (anglicky The Sound Chaser) je francouzský dokumentární cyklus, jehož prezenterem je skladatel Christian Holl. Za cíle si vybírá různá místa na Zemi, aby pomocí přírodních zvuků (tlučení o kámen, zpěvu ptáků nebo pískání si pomocí trávy) mohl nahrát nové hudební skladby. 

## Díly
- 1. Madagaskar
- 2. Z Beninu do Brazílie
- 3. Putování Nepálem .

## Vysílání
Premiéru měl dokument v roce 2009 ve Francii, v Česku byl vysílán v roce 2011 na ČT2. 